# Monte Acuto (Umbria)
Il monte Acuto (926 m) è un monte dell'Umbria centrale.

## Descrizione
Il rilievo è situato a ridosso della valle del Tevere e domina la città di Umbertide. Fa parte dei massicci mesozoici perugini (monte Tezio, monte Malbe, monte Elceto di Murlo, ecc). Ha la tipica forma di un cono ed è riconoscibile a distanza per questa sua caratteristica. È spesso meta di escursioni fino alla sua vetta dalla quale si vede un ottimo panorama di gran parte della regione. In vetta si trova un sito archeologico con i resti di un santuario del VI-V secolo a.C. dove si venerava una divinità pastorale.